# 耶律突呂不
耶律突呂不（？—942年），字鐸袞，遼朝（契丹）軍人、政治人物。契丹六院部出身。六院部夷離菫耶律蒲古只之孫。耶律鐸臻、耶律古之弟。

## 经历
年幼时聪明好学，受到耶律阿保機重用。神册五年（920年），参与制定契丹大字。任文班林牙兼国子博士、知制誥。神册六年（921年），制定獄法。
天赞元年（922年）耶律阿保機攻撃燕地，突呂不与皇太子耶律突欲、王郁攻打定州。返軍到順州时，幽州馬步軍指揮使王千率軍来襲，突呂不射其馬，擒王千。天赞二年（923年），皇子耶律堯骨为大元帥，突呂不作为辅佐。攻克平州，攻下曲陽、北平。到易州，李景章归降，告知「易州城内没有斗志」。耶律堯骨準備攻城，突呂不諫言「我师远来，人马疲惫，势不可久留」。耶律堯骨没有攻打易州城。耶律堯骨還軍，報告了突呂不之謀，耶律阿保機大喜。天赞四年（925年）耶律阿保機西征軍起，突呂不作为耶律堯骨的先鋒，討党項有功。耶律堯骨東归後，突呂不駐屯西南部，再攻打党項获得战果。天显元年（926年），耶律阿保機東攻渤海国，突呂不作为契丹軍先頭部队。渤海平定后、突呂不被耶律阿保機以功在永興殿之壁刻銘纪念。契丹本軍归還，攻下的渤海州郡叛乱，突呂不随耶律堯骨攻破。
述律太后称制，有对突呂不的中傷流言，激怒太后。突呂不惊恐而逃亡。太宗（耶律堯骨）知道突呂不被冤枉而召還了他。天显三年（928年），突呂不攻打烏古部。参加攻打後唐，率左翼軍攻打後唐軍，攻降霞沙寨。天显十一年（936年），送石敬瑭入洛陽。石敬瑭即位，突呂不总礼儀事，加特進检校太尉之位。会同5年（942年），去世。

## 传記資料
- 《遼史》卷75 列传第5
- 辽史校勘记